# Уклеи
Уклеи (лат. Culter) — род лучепёрых рыб семейства карповых.
Уклеи — пресноводные рыбы. Ареал — водоёмы Евразии.
Нерест происходит на мелких песчаных участках у побережий. Самка откладывает 3—10 тысяч икринок.

## Список видов
- Culter alburnus Basilewsky, 1855 — уклей, амурская острогрудка
- Culter flavipinnis Tirant, 1883
- Culter oxycephaloides Kreyenberg and Pappenheim, 1908
- Culter recurviceps (Richardson, 1846)